# Omrörare

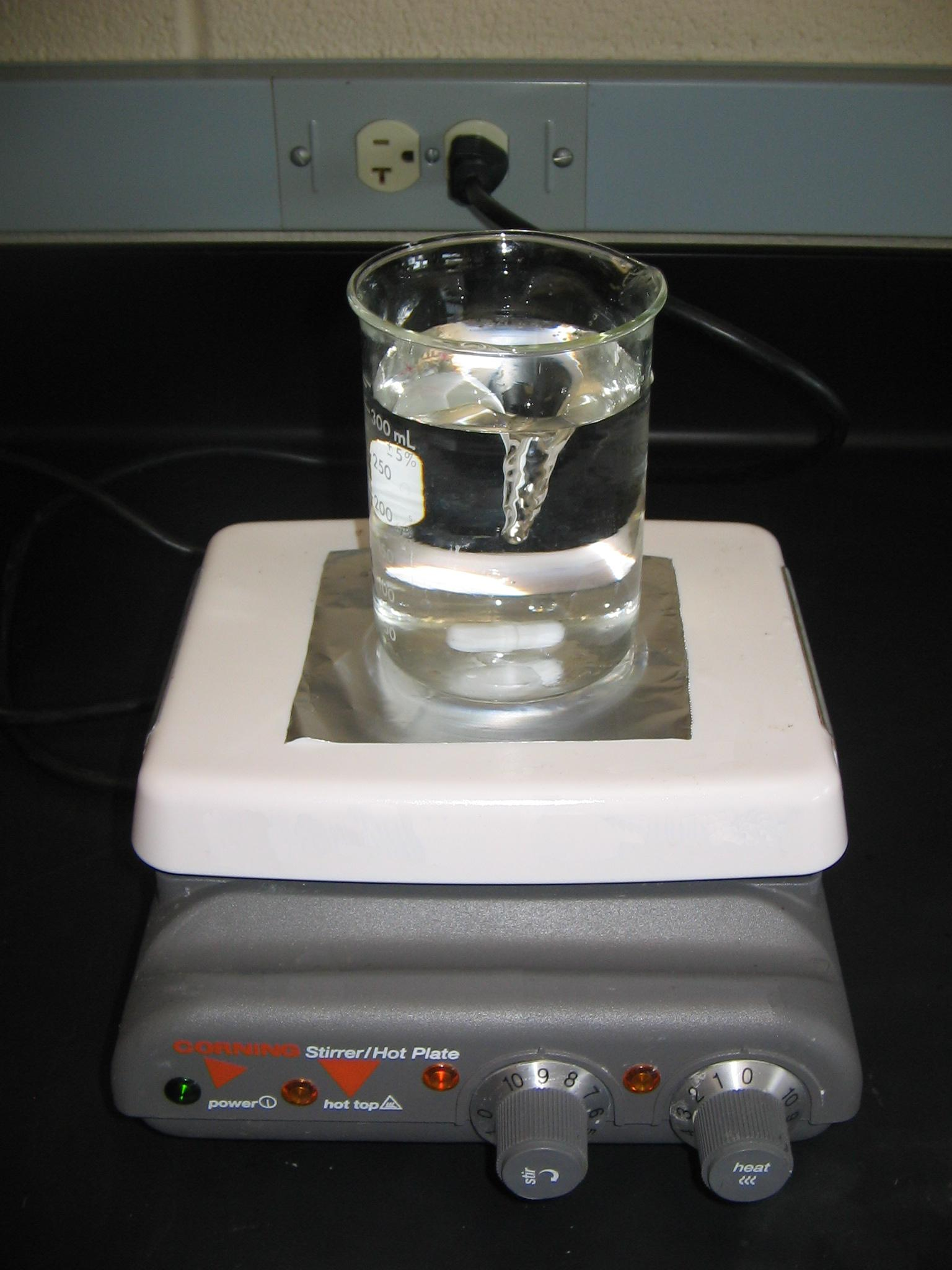
En magnetomrörare.

En omrörare är en maskin som används för att röra om i en vätska. Omrörare drivs vanligtvis av elmotorer. I en dränkbar omrörare sitter elmotorn nedsänkt i den vätska som ska röras om, och själva omrörningen sker med hjälp av en propeller. Andra typer av omrörare är t.ex.  toppmonterade omrörare där motor och växellåda sitter ovanför den vätska som skall röras om. En annan variant är att man har motorn och växeln utanför tanken och låter propelleraxeln gå genom en vägg i tanken. Ett specialfall av temporär omrörning är att låta en traktor driva en omrörare via kraftuttaget, för att t.ex. röra om i en bassäng med flytgödsel. Ytterligare en variant är en jetomrörare; då låter man en pump spruta in en vattenstråle i tanken och på det sättet åstadkomma omrörning. Det finns även magnetomrörare som består av en magnet som sänks ned i ett vätskekärl som står på en platta med en roterande magnet inuti. Dessa är vanliga i kemiska laboratorier och kallas magnetloppor.

## Användningsområden
Omrörare används för att röra om i avloppsvatten och slam i avloppsreningsverk, i pappersmassa, i rötkammare, i flytgödsel, i olika industriapplikationer, de används till isfrihållning i hamnar, strömbildning i vattenattraktioner på nöjesfält, de kan även användas som extrema högflödespumpar vid låga lyfthöjder. De används vid fiskodlingar för att se till att fiskarna har friskt vatten. Huvudfunktionen för omröraren är ibland att förhindra sedimentering, ibland att blanda olika komponenter, ibland att sätta vatten i rörelse och ibland att homogenisera olika fraktioner för att sedan kunna pumpa iväg dem.